# 缩聚物
縮聚物（Condensation polymer）又稱縮合聚合物、浓缩聚合体，泛指所有經縮合反應生成的聚合物。在縮合過程中有小分子如水、甲醛及氯等物質離開聚合物鏈。與其相對的則為由不飽和烴透過沒有單體損失的加成反應生成的加成聚合物。澱粉、纖維素、胜肽等是自然界常見的縮聚物，而尼龍、尿素甲醛樹脂等則為常見縮聚物的例子。

## 歷史
根據美國化學家華萊士·卡羅瑟斯早期提出的分類法，可將聚合反應分類為縮合聚合反應及加成聚合反應，所生成的則分別為縮聚物及加成聚合物。卡羅瑟斯分類法受到早年聚合科學家的廣泛應用，因為這個分類只集中在單體及生成物的關係上。實際上由卡羅瑟斯提出，並一直沿用多年。但這個分類卻忽略了聚合過程中的反應機理，致使部份聚合物無法被正確分類（例如聚酯本身就可以同時透過縮合聚合、加成聚合及開環聚合反應等方法達成）。因此後來的聚合物科學家多用聚合反應機理分類法，分別為連鎖聚合反應及逐步聚合反應 （页面存档备份，存于），而卡羅瑟斯相對簡單的分類法則作為入門知識在初接觸的聚合物課程中予以保留。

## 性質
縮聚物的聚合過程中多包括交鍵的生成，因此多為耐熱性能較高的熱固性聚合物及少部分的熱塑性聚合物。此外在合成過程中可透過加入不同的小分子令聚合物成為可被生物降解，較加成聚合物環保。

## 分類
缩聚可以分为两种情况：
1. 均缩聚，是使用同一种单体进行缩聚，生成高分子化合物和低分子的副产物。例如用己内酰胺缩聚，生成聚己内酰胺（尼龙-6）和水。
2. 共缩聚，是使用几种不同的单体进行缩聚。例如用苯酚和甲醛进行缩聚，生成酚醛树脂和水。用己二胺和己二酸缩聚，生成尼龙-66和水。

## 應用
缩聚过程广泛应用在合成塑料、橡胶和合成纤维的生产中，包括聚酯、尼龍等，是生产这些材料的基本化学反应。